# Trio con Tromba
Trio con Tromba var en svensk jazzgrupp bildad 1982 av Jan Allan (trumpet), Bengt Hallberg (piano) och Georg Riedel (bas), som upplöstes i slutet av 1980-talet.
Namnet betyder 'trio med trumpet', och gruppen spelade ett slags 'kammarjazz'.

## Diskografi
- 1982 – Fusion. LP. Phono Suecia PS 13 - Återutg. på CD 2003.
- 1984 – Who's Sorry Now? LP. Dragon DRLP 126
- 1984 – Absolut!. LP. Dragon DRLP 136
- 1984 – Django. LP. Four Leaf Clover FLC 5079 - Återutg. på CD 2002.
- 1985 – Psalmer och Visor. Kören Ad Libitum & Trio con Tromba. LP. Four Leaf Clover FLC 5090
- 2012 – Trio Con Tromba med Uppsala kammarsolister. Vax Records CD 1033-1036 (tidigare ej utgivna inspelningar från 1982–1987)

### Fotnoter
1. ↑  Trio con Tromba i Orkesterjournalen (2012)